# 家伝ゆべし

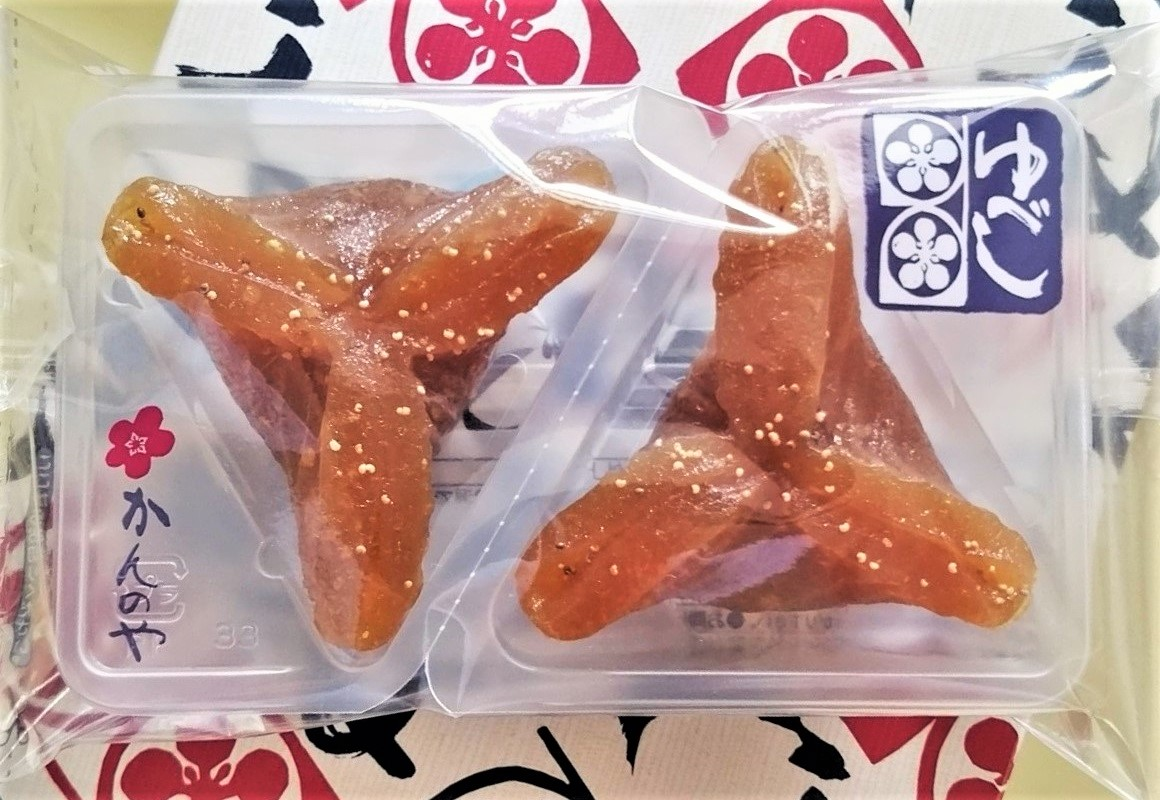
家伝ゆべし

家伝ゆべし（かでんゆべし）は、薄く伸ばしたゆべし生地の中央にこし餡を置き、三方をつまんで包み込み蒸しあげた和菓子あるいはゆべしの一種。餡入りのゆべし。

## 概要
福島県にある「かんのや」が製造販売している。東北地方では、柚餅子（ゆべし）と言うと、柚子は使用せず、胡桃を入れた四角い餅菓子が一般的であるが、それらとは異なる形態である。福島県で単に「ゆべし」と言うとこちらを指す場合が多い。

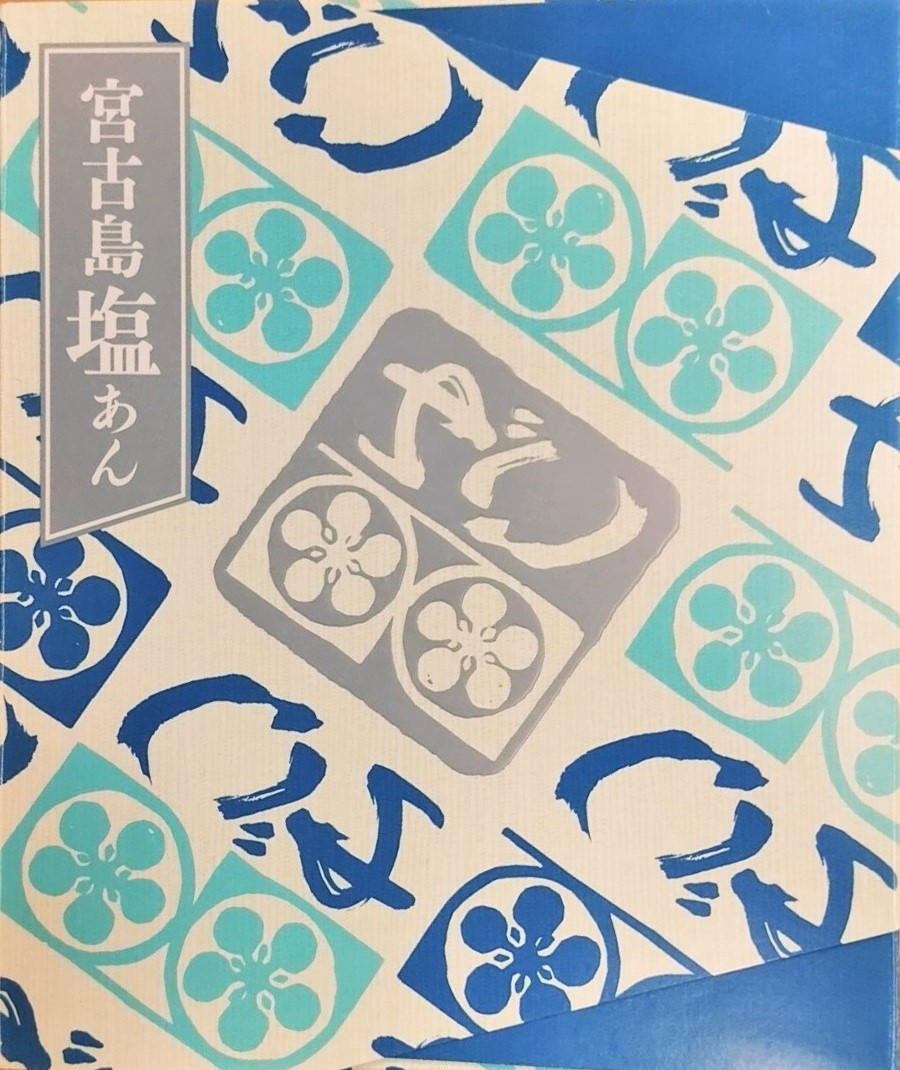
家伝ゆべし 塩あん入り

かんのやの主力商品のゆべし。鶴が翼を広げた姿にも見える独特の形をしており、これは三春城（別名：舞鶴城）主の田村義顕の祖先である坂上田村麻呂が2羽の丹頂鶴に育てられたという故事に由来する。
通常の「家伝ゆべし」はこしあんが包まれたものが販売されているが、春には「家伝ゆべし さくらあん」、初夏は「家伝ゆべし 抹茶あん入り」、秋は「家伝ゆべし 栗入りあん」、冬は「家伝ゆべし 柚子入りあん」が販売される他、会津山塩あん入りといった地域の名物を生かしたものも用意されている。

## 歴史
1860年 - 菅野文助、城下町三春に於いて「菅野屋（かんのや）」の名で柚餅子の製造を始める。
江戸末期の1860年に城下町三春において、菅野文助が「菅野屋（かんのや）」を名乗り、「家伝ゆべし」の原型となる“ゆべしづくり”が始まったとされる。